# Kevin Ortíz
Pour les articles homonymes, voir Ortiz.
Kevin Ortíz, né le 18 septembre 2000 à Roldán en Argentine, est un footballeur argentin qui évolue au poste de milieu défensif au Rosario Central.

## Biographie

### En club
Né à Roldán, dans la province de Santa Fe en Argentine, Kevin Ortíz est formé à Rosario Central. Il signe son premier contrat professionnel avec son club formateur le 9 février 2022. Ortíz fait ses débuts en équipe première le 11 février 2022 à l'occasion d'un match de Copa de la Liga Profesional contre l'Arsenal de Sarandí. Il entre en jeu à la place de Mateo Tanlongo et les deux équipes se neutralisent (1-1 score final).
Le 9 septembre 2022, Ortíz inscrit son premier but en professionnel, lors d'une rencontre de championnat contre l'Argentinos Juniors. Titulaire ce jour-là, il réduit le score mais ne peut empêcher la défaite de son équipe (2-1 score final),.
Sous les ordres de son entraîneur Carlos Tévez, Kevin Ortíz s'impose en équipe première au cours de l'année 2022.